# إنذار بالطاعة (فلم)
إنذار بالطاعة فيلم دراما رومانسي مصري للمخرج عاطف الطيب عام 1993، كتبه خالد البنا. الفيلم من بطولة ليلى علوي ومحمود حميدة وأشرف عبد الباقى، وتدور الأحداث إبراهيم عندما يَحول الفقر دون ارتباطه بحبيبته أمينة بعد تطور علاقتهما، وتضطر أمينة للموافقة على الزواج من صلاح، راضِخةً لرغبة أسرتها.
صدر الفيلم إلى دور العرض المصرية في 14 مايو 1993.
منح موقع قاعدة بيانات الأفلام على الإنترنت (IMDB) الفيلم درجة 6.2/ 10.
منح موقع قاعدة بيانات الأفلام العربية «السينما.كوم» الفيلم درجة 6.4/ 10.

## طاقم التمثيل
ليلى علوي: في دور أمينة سيد عبد الوهاب (طالبة جامعية، وبائعة بمحل ملابس)
محمود حميدة: في دور إبراهيم شاهين (محامي فقير وحبيب أمينة)
ممدوح وافي: في دور صلاح (صاحب معرض سيارات)
أشرف عبد الباقي: في دور عزيز (صديق إبراهيم)
أحمد آدم: في دور طارق (صديق إبراهيم)
نادية عزت: في دور اعتدال (والدة أمينة)
سيد عزمي: في دور سيد عبد الوهاب (موظف بسيط ووالد أمينة)
جمال شبل: في دور شاهين (والد إبراهيم)
هانم محمد: في دور حسنية (والدة إبراهيم)
لمياء الأمير: في دور ناهد صبحي (زميلة أمينة)
ميار الببلاوي: في دور منى سيد عبد الوهاب (شقيقة أمينة)
مجدي كامل: في دور مصطفى شاهين (شقيق إبراهيم العاطل)
المرسي أبو العباس: في دور نادر عبد الهادي (محامي أمينة)
ناهد إسماعيل: في دور شقيقة إبراهيم المتزوجة
إيناس شلبي: في دور هدى سيد عبد الوهاب (شقيقة أمينة)
أحمد سامي عبد الله: في دور جد أمينة
محمد الصاوي: في دور أشرف (صديق إبراهيم والعامل بمحطة بنزين)
عواطف تكلا: في دور طبيبة أمراض النساء
رأفت راجي: في دور القاضي
لطفي لبيب: في دور رفيق حلمي (طبيب أمراض النساء)
مجدي سعيد: في دور ضابط مباحث
شريفة سعيد: في دور حنان سيد عبد الوهاب (شقيقة أمينة)
أشرف طلبة: في دور خطيب حنان سيد عبد الوهاب (شقيقة أمينة)
ماجدة كامل: في دور أنوش
كمال الزيني: في دور الأستاذ عبد الحميد المحامي (يعمل إبراهيم بمكتبه)
حسين عرعر: في دور المحضر
بالاشتراك مع: إبراهيم سلام - منى فؤاد - يحيى عبد المجيد - نبيل كمال - كمال الشربيني.

## أحداث الفيلم
أمينة سيد عبد الوهاب (ليلي علوي) هي واحدة من أربعة شقيقات، لأسرة مطحونة، طالبة جامعية نهاراً، وبائعة بمحل ملابس مساءاً، لمساعدة نفسها ووالدها الموظف البسيط سيد (سيد عزمي)، ضعيف الشخصية وقليل الحيلة أمام زوجته إعتدال (نادية عزت)، التي تساعد الأسرة بعملها كخياطة منزلية، وهى عنيفة وقاسية ومتحكمة، بسبب ماتحملته من قسوة الأيام، وفقر زوجها، وفي بيتها أربعة بنات عليها تزويجهن، فقد فرضت عليها مسئوليتها العنف والقسوة، وتطلعها الطمع والجشع. إبراهيم شاهين (محمود حميدة) شاب محامي مطحون، يعمل بمكتب الاستاذ عبد الحميد (كمال الزيني)، ويعيش مع أسرته المطحونة، المكونة من الأم حسنية (هانم محمد) والأب شاهين (جمال شبل) والأخ الأصغر العاطل مصطفى (مجدي كامل) وشقيقته المتزوجة (ناهد إسماعيل)، ولديه ثلاث أصدقاء مطحونين، يحملون شهادات جامعية، ويحلمون بوظيفة مناسبة وشقة وزوجة، ولكن قلة ذات اليد تحول بينهم وبين تحقيق أحلامهم، وحتى السفر للخارج يتطلب مبلغاً كبيراً. يقوم أشرف (محمد الصاوي) بحل مشكلته بسرقة محطة البنزين التي يعمل بها، ويساعده صديقه طارق (أحمد آدم)، وينجحوا في السرقة، ويتم القبض عليهم وسجنهم. يتأثر فكر أشرف بالجماعات الإسلامية داخل السجن، ويتحول للفكر المتشدد. يبيع الصديق الثالث عزيز (أشرف عبد الباقي) شقته، ويعرض على إبراهيم مصاحبته للسفر بالخارج، ولكن إبراهيم كان مشغولاً، بحب جارته أمينه، والتي كانت على علاقة سابقة بصاحب معرض السيارات صلاح (ممدوح وافي)، وعندما تكتشف نواياه السيئة، تتركه لتقع في حب إبراهيم. تتطور علاقتهما الرومانسية، إلى علاقة جنسية محدودة، بينما يتقدم صلاح لطلب الزواج من أمينة، وتوافق الست إعتدال، دون إعتبار لإبنتها أمينة، وتتمسك به زوجاً لإبنتها، وترفض أمينة بشدة. يسارع إبراهيم بالتقدم لخطبة أمينة ولكن أمها ترفض. تزداد الضغوط على أمينة، دون معاونة من إبراهيم، وتفضحها أمها لسابق علاقتها مع صلاح، وتضطر مرغمة للرضوخ للخطبة، على الرغم من علم صلاح برفض أمينة له، وعلاقتها بإبراهيم، ورؤيتهما معاً، إلا انه يتمسك بأمينة. تتيقن أمينة من استحالة زواجها بإبراهيم، غير أن إبراهيم يتمسك بحبه، ويتخذ من العنف والجنون، أسلوب للحفاظ على حبه لأمينة. يستغل إبراهيم خطاباً كانت قد أرسلته إليه أمينة، تقول فيه: «اللي بينا زواج يشهد عليه ربنا، ولا ينقصه سوى الإشهار، وإذا أردت أن تتركني، عليك بإلقاء يمين الطلاق» ويرفع عليها قضية طاعة، ويصل لبيتها إنذار الطاعة، وكانت المفاجأة لوالدها، الذي تحول لوحش وقسا عليها، لكنها أنكرت، وتمسك بها صلاح، وثبت للمحكمة أن الخطاب هو خط أمينة. ينصحها المحامي نادر (المرسي ابوالعباس) بالاعتراف أمام القاضي متعللة بخوفها، وأيضاً تمسك بها صلاح، واستدعى إبراهيم الشهود لإثبات العلاقة الجنسية، من صديقة عزيز، الذي شهد بانفرادهما في شقته. تعرض الأم على إبراهيم زواجه الرسمي من أمينه، مقابل التنازل عن القضية، وتعيد لصلاح كل هداياه، الذي يستأجر من يعتدي على إبراهيم، الذي يتمسك بحبه حتى آخر نفس، وتنتهي الأحداث بزواج إبراهيم من أمينة.     

## استقبال الفيلم
كتب منصور أمير على موقع «ليتس سينما» في 29 أغسطس 2004: «نعم في حياتنا كثير من العنف في مقابل قليل من الحب... الطيب أراد نقل الكثير عبر فيلمه هذا، بل وقد لا تأتي مفارقة الحب والعنف على رأس أهدافه... يأتي الفيلم ليعالج قضية اجتماعية وليلقي الضوء على تبعاتها وليقترح حلولاً بسيطة لا تكاد تخرج من إطار الأسرة... قصة الفيلم قوية، وما ساعد على إظهار قوتها أداء الممثلين المشاركين فيها، وعلى رأسهم ليلى علوي».
كتب موقع كاروهات: «يسرق عاطف الطيب انتباهك الكامل منذ اللحظات الأولى، تخطفك رومانسية أمينة وإبراهيم، وتدفعك للاعتقاد أنك أمام رومانسية حالمة... يغزل الطيب وخالد البنا (المؤلف) شخصيات الفيلم بشكل بديع على الشاشة، ولا يكتفيان ببطلي الفيلم فقط... تم تصوير العلاقة بشكل رائع على الشاشة، فينقلك الطيب من حالة السعادة الشديدة وأنت تشاهد مشاهد الحب بين الثنائي، إلى السخط الشديد على إبراهيم، الذي يتخذ العنف والجنون طريقًا للوصول إلى حبه، وقد تجد نفسك في بعض الأوقات مستمتعًا بهذا الحب المجنون، وتمسكه الشديد بأمينة. تتشكك أحيانًا في نوايا إبراهيم الحقيقية، هل هو فعلا يحبها، أما أن هذا الصراخ والضجيج كله لا يخرج عن كونه غضب لخسارة شيئًا كان يمتلكه ... الفيلم في المجمل، يمثل حالة خاصة من بين أفلام عاطف الطيب، فأنت أمام قصة حب غير عادية لأشخاصٍ عاديين».

## وصلات خارجية
- إنذار بالطاعة على موقع IMDb (الإنجليزية)
- إنذار بالطاعة على موقع الدهليز
- إنذار بالطاعة على موقع قاعدة بيانات الأفلام العربية
- إنذار بالطاعة على موقع قاعدة بيانات الفيلم (الإنجليزية)
- إنذار بالطاعة على موقع ليتربوكسد (الإنجليزية)
- إنذار بالطاعة على الدهليز
- إنذار بالطاعة على كاروهات

https://letterboxd.com/film/warning-by-obedience/ إنذار بالطاعة (فيلم)